# Jakob Šubelj
Jakob Šubelj, slovenski telovadec, * 9. julij 1922, Črnuče, Kraljevina Srbov, Hrvatov in Slovencev, † 1. junij 2003, Adelaide, Avstralija.
Šubelj je za Jugoslavijo nastopil na Poletnih olimpijskih igrah 1948 v Londonu.